# Succinea guamensis
Succinea guamensis é uma espécie de gastrópode  da família Succineidae.
É endémica de Guam.